# Pierina Pasotti
Pierina Antonieta Ernestina Pasotti (Rosario, 29 de junio de 1902- Rosario, 18 de junio de 1996) fue una profesora, geóloga y geógrafa argentina.
Graduada de doctora en Ciencias Naturales en la Universidad de Turín (Italia) el 27 de julio de 1927, revalidó su título en Argentina, en la especialidad "Mineralogía y Geología", en la Universidad Nacional de Córdoba el 17 de septiembre de 1951.
Fue una de las mujeres pioneras en trabajar en  investigación y ocupar cargos directivos en una época donde estaban tradicionalmente reservados a los hombres.
Inició su carrera docente universitaria el 1 de julio de 1930 como "Preparadora" en la "Cátedra de Fisiografía, Mineralogía y Petrografía" de la entonces Facultad de Ciencias Matemáticas, Físico-Químicas y Naturales Aplicadas a la Industria, Argentina, de la Universidad Nacional del Litoral, accediendo en 1951 al cargo de Profesora Titular de dicha cátedra, luego denominada "Geología para Ingenieros", en la hoy Facultad de Ciencias Exactas, Ingeniería y Agrimensura de la actual Universidad Nacional de Rosario hasta septiembre de 1955 cuando fue dejada cesante durante la dictadura filo fascista de Eduardo Lonardi. Logro recuperar su cátedra en 1960.
Fue titulada profesora emérita de esa universidad en 1969, siendo la primera mujer en recibir tal distinción. Contemporáneamente desarrolló actividad docente en el ámbito de la Geografía en la Facultad de Filosofía y Letras (hoy de Humanidades y Artes), a nivel medio en la Escuela Industrial de la Nación (hoy Instituto Politécnico Superior) y en el Instituto Dante Alighieri, en la ciudad de Rosario entre los años 1936 y 1957.
En 1929 comenzó su extensa y dedicada actividad de investigación científica en el campo de las geociencias, la que sistematizó desde 1936 con su incorporación al Instituto de Fisiografía y Geología de la Facultad de Ciencias Exactas, Ingeniería y Agrimensura  "Dr. Alfredo Castellanos" y del cual fue designada directora a partir de 1952, lugar que ocupó hasta su fallecimiento en 1996.

## Publicaciones
A partir de 1929, año de su primera publicación científica, concretó setenta obras sobre temas de Geología, Geomorfología y Geografía Física, así como más de una decena de publicaciones de divulgación y didácticas. Organizó y dictó cursillos de posgrado sobre distintos aspectos geológicos vinculados con la Ingeniería Civil.
Formó y dirigió los equipos de investigadores -del citado Instituto- que realizaron los estudios sistemáticos de la llanura pampeana en general y de la santafesina en particular, entre los que se destacaron los correspondientes a las cuencas del río Carcarañá, (como programa del CONICET), de los arroyos Ludueña y Pavón y de la laguna Melincué. Dirigió, en su parte inicial, la del Arroyo del Medio.
Asistió a sesenta Congresos Nacionales y presentó trabajos en cincuenta y dos de ellos, presidiendo numerosas sesiones. Participó además con cinco trabajos en nueve Congresos Internacionales. Miembro de diez Asociaciones y Sociedades Científicas nacionales y extranjeras. Presidenta de la Filial Rosario de la Sociedad Argentina de Estudios Geográficos - GAEA. Consultora científica honoraria de la Asociación Amigos del Observatorio y Planetario Municipal de Rosario. Asesora científica del Consejo de Investigaciones de la Universidad Nacional de Rosario - CIUNR. Miembro del Comité Argentino del Proyecto Manto Superior; del Proyecto sobre Geodinámica Terrestre; de la Asociación Argentina para el Progreso de las Ciencias. Delegada de la sección Rosario de la Asociación Geológica Argentina - AGA y de la Asociación Argentina de Geología Aplicada a la Ingeniería - ASAGAI.

### Otras publicaciones
- pierina Pasotti, Óscar Andrés Albert. 1995. Estudio de la cuenca hidrográfica del río Carcarañá. Volumen 69 de Publicaciones - Instituto de Fisiografía y Geología "Dr. Alfredo Castellanos". Facultad de Ciencias Exactas e Ingeniería. Universidad Nacional de Rosario. Editor UNR, Instituto de Fisiográfia y Geología, 187 pp.

- ------------------------. 1993. Rasgos geológicos geomorfológicos de la cuenca del Arroyo Pavón (Santa Fe). Vol. 68 de Publicaciones, UNR, Facultad de Ciencias Exactas e Ingeniería, Instituto de Fisiografía y Geología "Dr. Alfredo Castellanos". Editor UNR, FCEIyA, 225 pp.

- ------------------------, -------------------------. 1991. El río Carcarañá en territorio santafesino. Vol. 67 de Publicaciones (Instituto de Fisiografía y Geología "Dr. Alfredo Castellanos") Editor UNR, Facultad de Ciencias Exactas e Ingeniería, 36 pp.

- ------------------------, -------------------------, Carlos a. Canoba. 1984. Contribución al conocimiento de la Laguna Melincué. Vol. 66 de Publicaciones (Instituto de Fisiografâia y Geología "Dr. Alfredo Castellanos"). Editor UNR, FCEIyA, Instituto de Fisiografía y Geología, 38 pp.

- ------------------------. 1982. Dislocaciones en el área del Gran Rosario. Vol. 65 de Publicaciones. Instituto de Fisiografía y Geología "Dr. Alfredo Castellanos". Editor UNR, Servicio de Publicaciones, 11 pp.

- ------------------------, -------------------------, ------------------------. 1981. La cuenca del arroyo Ludueña. Volumen 11 de Notas. Instituto de fisiografía y geología "Dr. Alfredo Castellanos". Facultad de ciencias exactas e ingeniería. Universidad nacional de Rosario. Serie A. Editor Instituto de Fisiografía y Geología "Dr. Alfredo Castellanos", 24 pp.

- -----------------------, Carlos a. Canoba. 1979. Estudio de la llanura pampeana con imágenes LANDSAT. Volumen 63 de Publicaciones (Instituto de Fisiografía y Geología "Dr. Alfredo Castellanos"). Editor UNR, Facultad de Ciencias Exactas e Ingeniería, Instituto de Fisiografía y Geología "Dr. Alfredo Castellanos", 16 pp.

- -----------------------, ----------------------, wally r. Catalani. 1976. Aerofotointerpretación de un sector del delta entrerriano. Volumen 60 de Publicaciones (Instituto de Fisiografía y Geología "Dr. Alfredo Castellanos"). Editor Universidad Nacional de Rosario, Facultad de ciencias exactas e ingeniería, 38 p.

- -----------------------, ----------------------, Óscar Andrés Albert. 1975. Aporte a la geología de las Sierras Pampeanas de la Provincia de Catamarca: (Ambato, Gracian, Ancasti). Volumen 59 de Publicaciones (Instituto de Fisiografía y Geología "Dr. Alfredo Castellanos"). Editor UNR, Facultad de Ciencias Exactas e Ingeniería, Instituto de Fisiografía y Geología, 40 pp.

- -----------------------. 1974. La neotectónica en la llanura pampeana: fundamentos para el mapa neotectónico. Volumen 58 de Publicaciones (Universidad Nacional de Rosario. Instituto de Fisiografía y Geología). Editor UNR, Facultad de Ciencias Exactas e Ingeniería, Instituto de Fisiografía y Geología, 28 pp.

- -----------------------. 1972a. Génesis y evolución de la red hidrográfica del Río Paclín (Provincia de Catamarca). Editor UNR, Facultad de Ciencias Exactas e Ingeniería, Instituto de Fisiografía y Geología, 39 pp.

- -----------------------. 1972b. Sobre la presencia del último paleomodelo de red hidrográfica de edad pleistocénica en la llanura de la Provincia de Santa Fe. Vol. 57 de Publicaciones. UNR, Instituto de Fisiografía y Geología. 27 pp.

- -----------------------. 1969. Interpretación de algunos rasgos morfológicos en el oriente de la llanura panpeana en la Provincia de Santa Fe. Volumen 3 de Notas : Serie A, Argentina). Rosario (Santa Fe Universidad Nacional del Litoral. Editor Universidad Nacional de Rosario, Facultad de Ciencias, Ingeniería y Arquitectura, Instituto de Fisiografía y Geología, 30 pp.

- -----------------------. 1968. Evidencias morfológicas del levantamiento de la "pampa levantada" en un sector de la llanura santafesino, Bonaerense. Vol. 53 de Publicaciones (UNL. Instituto de Fisiografía y Geología). Editor Argentina, Instituto de Fisiografía y Geología, 32 pp.

- -----------------------, Alfredo Castellanos. 1967. Breve nota sobre la morfología de un sector de la Llanura Chaqueña (Argentina). Vol. 51 de Publicaciones (UNL. Instituto de Fisiografía y Geología). Editor Argentina, Instituto de Fisiografía y Geología, 15 pp.

- -----------------------. 1966. Geomorfología de las Cañadas de Rosquin y de Carrizales y Zonas Aledañas. Volumen 50 de Publicaciones (Universidad Nacional del Litoral. Instituto de Fisiografía y Geología). Editor Universidad Nacional del Litoral, 75 pp.

- -----------------------. 1964. La cuenca del arroyo Cañada de Gómez (Prov. de Santa Fe). Vol. 48 de Publicaciones. UNL (Instituto de Fisiografía y Geología) 47 pp.

- -----------------------. 1958. Vinculaciones de la tectónica con el recorrido de las redes hidrográficas en la llanura argentina y en especial en la bonaerense. Editor Instituto de geografía, 32 pp.

- -----------------------. 1957. Los domos lacolíticos de Tandil (Pcia. de Buenos Aires)

Vol. 42 de Publicaciones (UNL). Editor edición de la autora, 71 pp.
- -----------------------. 1956. Los estudios geológicos de Ameghino. Editor ed. del autor, 21 pp.

- -----------------------. 1954. Acotaciones históricas a los proyectos del "Canal de los Andes". Volumen 1 de Ensayos y monografías, Universidad Nacional del Litoral Instituto de Investigaciones Históricas. Editor Instituto de Investigaciones Históricas, 25 pp.

- -----------------------, Alfredo Castellanos. 1948. Crónica bibliográfica: Mineralogía y minería, petrografía, geología, geografía, paleontología. Instituto de fisiografía y geología, publicaciones vol. 1. Editor UNL, 160 pp.

- Alfredo Castellanos, pierina Pasotti. 1945. Cuatro lecciones sobre terremotos: B) El terremoto de San Juan, por Alfredo Castellanos. 242 pp.

- pierina Pasotti. 1944. Consideraciones generales sobre los terremotos de la Argentina. Vol. 20 de Publicaciones del Instituto de fisiografía y geología. UNL. 51 pp.

- victorio Angelelli, samuel george Gordon, pierina Pasotti. 1942. Sarmientita, un nuevo mineral de la Argentina. Volumen 12 de Publicaciones del Instituto de fisiografía y geología de la Facultad de ciencias matemáticas, físico-químicas y naturales aplicadas a la industria de la Universidad Nacional del Litoral. Editor Imprenta de la UNL, Santa Fe, 22 pp.

## Distinciones
- Premio "Perito Francisco Pascacio Moreno" (1963) otorgado por la Sociedad Argentina de Estudios Geográficos - GAEA[5]
- Premio "Dr. Carlos María Biedma" (1998) otorgado por la Sociedad Argentina de Estudios Geográficos - GAEA[6]
- Premio "Consagración a la Geografía" (1984) otorgado por la Sociedad Argentina de Estudios Geográficos - GAEA[7]
- Socia honoraria en la Federación Argentina de Mujeres Universitarias / FAMU[1]
- "León de Oro" por su dedicación a la docencia, otorgado por el Comité Permanente de los Congresos Nacionales del Agua y por el Club de Leones (Rosario Parque)
- Incluida por el Centro Multinacional de la Mujer de Investigación y Capacitación de la Comisión Interamericana de Mujeres de la Organización de Estados Americanos - OEA, en el Banco de Talentos de su Registro de Mujeres Americanas[1]

- Socia honoraria de la Asociación Geológica Argentina - AGA
- Socia honoraria de la Sociedad Argentina de Estudios Geográficos - GAEA[8]
- Miembro de número de la Academia Nacional de Geografía, ocupando el sitial que lleva el nombre de Alfredo Castellanos[9][10]

- Designación de "Ciudadana Ilustre" de la ciudad de Rosario, en reconocimiento a su trayectoria (1994)[11]

- Profesora Emérita de la Universidad Nacional de Rosario, siendo la primera mujer en recibir tal distinción[12]

Como corolario de su intensa actividad científica, puso énfasis en el asesoramiento geológico-geomorfológico y en las consecuencias de la neo-tectónica en la llanura pampeana. Dedicada con total entrega a la docencia e investigación del más alto nivel durante más de sesenta años, tuvo su postrera comunicación académica a la edad de 93 años, con el desarrollo de la conferencia magistral sobre "Geología e Ingeniería" expuesta en el Aula Magna de la Facultad de Ciencias Exactas, Ingeniería y Agrimensura, como acto central en conmemoración del 75.º Aniversario de su creación.
En su honor se nombra “Prof. Dra. Pierina Pasotti” al Departamento de Ciencias Geológicas de la Facultad de Cs. Exactas, Ingeniería y Agrimensura de la UNR.